# Genaunen

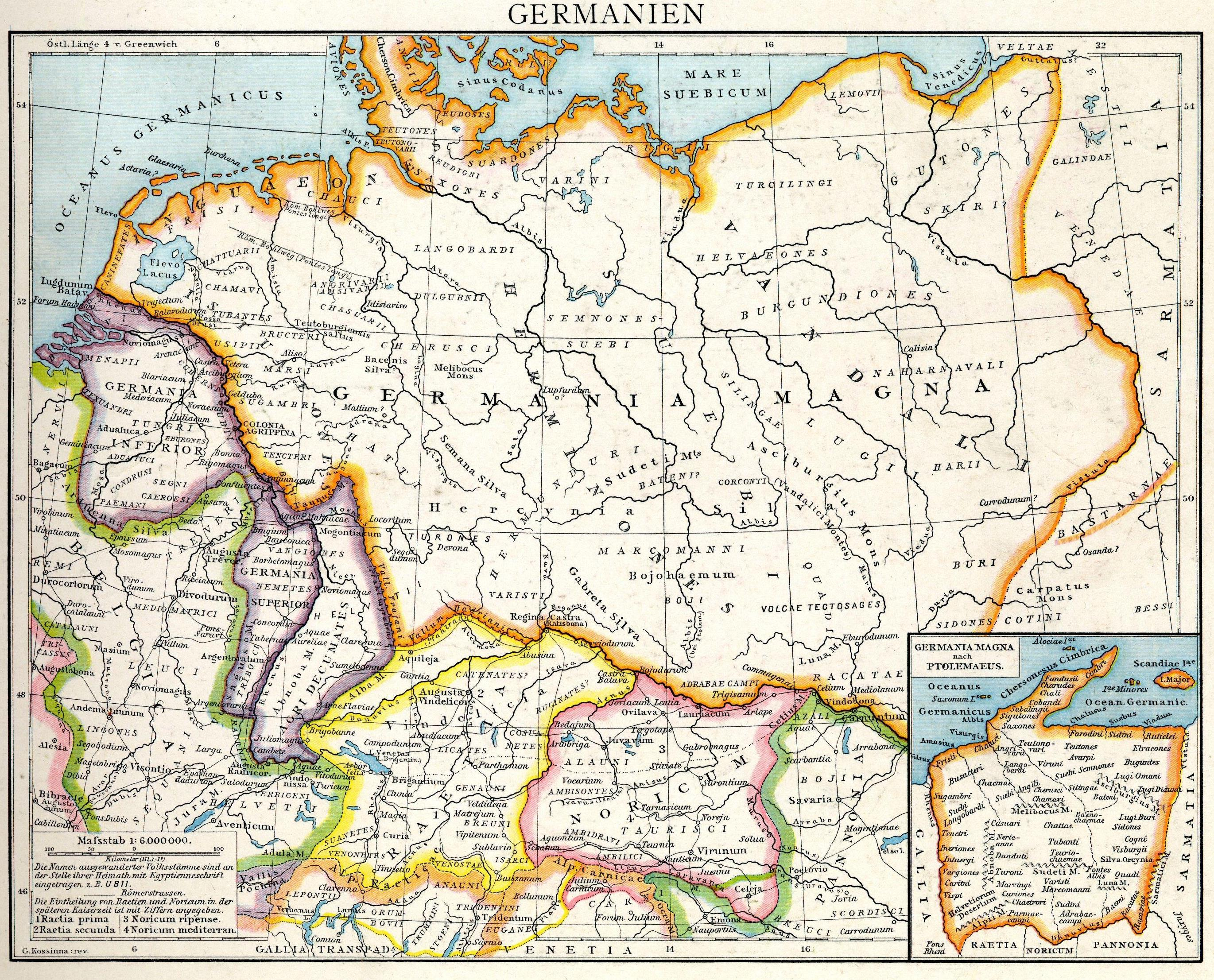
Die „Genauni“ in der römischen Provinz Raetia (gelb)

Die Genaunen oder Genauni waren ein antiker Stamm auf dem Gebiet des heutigen Tirol. Die Genaunen werden in verschiedenen antiken Texten erwähnt, meist in engem Zusammenhang mit den Breonen. Man lokalisiert sie im Inntal, vor allem rund um den Achensee. Sie waren Teil der Fritzens-Sanzeno-Kultur und wurden von antiken Autoren als Illyrer (Strabon) oder Verwandte der Vindeliker (Horaz) bezeichnet. In älterer geschichtswissenschaftlicher Literatur wurden sie gerne den Kelten zugeordnet, was aber nicht mit archäologischen Befunden zusammenpasst. Plausibler erscheint eine Zugehörigkeit zu den Rätern, es gibt jedoch auch abweichende Theorien. Im Verlauf der Antike wurden die Genaunen nach und nach romanisiert.
Die Genaunen gehörten zu den Stämmen, die Drusus bei seinem Eroberungszug 15 v. Chr. bezwang. Sie finden sich in der Liste der Stämme, die Kaiser Augustus auf der Inschrift am Tropaeum Alpium in La Turbie oberhalb von Monaco zum Andenken an diesen Alpenfeldzug aufzeichnen ließ.
Horaz erwähnt sie in einer den Feldzug feiernden Ode (carm. 4,14,9ff.), woraus man auf ihren herausragenden Widerstand schließen könnte: milite nam tuo/Drusus Genaunos, inplacidum genus/ Breunosque velocis et arcis/ Alpibus inpositas tremendis/ deiecit … („Denn mit deinem Heer warf Drusus die Genaunen, ein friedloses Volk, und die schnellen Breunen sowie die auf den fürchterlichen Alpenhöhen liegenden Burgen nieder“).
Im Gegensatz zu den Breonen verschwinden die Genaunen, wie die anderen Alpenstämme der Umgebung, im Laufe der Römerherrschaft aus der Geschichtsschreibung.